# Comptosia scitula
Comptosia scitula är en tvåvingeart som beskrevs av Yeates 1991. Comptosia scitula ingår i släktet Comptosia och familjen svävflugor.
Artens utbredningsområde är Queensland. Inga underarter finns listade i Catalogue of Life.